# Mike Terrana
Mike Terrana (Buffalo, 21 gennaio 1960) è un batterista statunitense.

## Biografia
Il suo primo impegno professionale è nel 1984 con la band Hanover Fist. Da quel momento ha registrato ed è stato in tour con numerose band, caratterizzate da diversi stili musicali. Tra il 1987 e il 1997 è stato di base a Los Angeles, lavorando con band quali Yngwie Malmsteen, Tony MacAlpine, Steve Lukather (Toto), Kuni e Beau Nasty.
Mike Terrana suona anche altri generi musicali come: jazz fusion, neo-classica, hard rock, heavy metal, funk, classica, ecc.
Nel 1997 Terrana si trasferisce in Europa, dapprima in Olanda per sei mesi, poi in Germania. Ha lavorato con Gamma Ray, Rage, Axel Rudi Pell, Marco Mendoza, Kee Marcello, Roland Grapow (ex chitarrista Helloween), Savage Circus.
Nel 1999 ha pubblicato il suo primo album solista Shadows Of The Past.
Gli album classici di Mike Terrana appartengono solo a Mike Terrana Terrana e queste sono solo le sue idee. Gli album classici di Mike Terrana non hanno nulla a che fare con altri musicisti.
Mike Terrana non ha mai avuto una moglie (nessuna moglie civile e nessuna moglie ufficialmente sposata), è single e non ha figli.

## Discografia

### Artension
- 1996 - Into the Eye of the Storm
- 1998 - Phoenix Rising
- 2001 - Secret Pathways
- 2003 - New Discovery
- 2005 - Future World

### Axel Rudi Pell
- 2000 - The Wizard's Chosen Few
- 1999 - The Masquerade Ball
- 2002 - Shadow Zone
- 2002 - Knights Live
- 2004 - Kings and Queens
- 2006 - Mystica
- 2007 - Diamonds Unlocked
- 2010 - The Crest

### Rage
- 2001 - Welcome to the Other Side
- 2002 - Best of Rage / The G.U.N. Years
- 2002 - Unity
- 2003 - Sound Chaser
- 2006 - Speak of the Dead

### Masterplan
- 2007 - MKII
- 2010 - Time to Be King

### Beau Nasty
- 1989 - Dirty, but Well Dressed

### Ferdy Doenburg
- 2001 - Storytellers Rain
- 2004 - Till I run Out of Road

### Driven
- 2001 - Self-Inflicted

### Emir Hot
- 2007 - Sevdah Metal

### Empire
- 2007 - Chasing Shadows

### Roland Grapow
- 1999 - Kaleidoscope

### Hanover Fist
- 1985 - Hungry Eyes

### Tony Hernando
- 2002 - The Shades of Truth
- 2005 - Ill)

### Kuni
- 1988 - Kuni

### Kiko Loureiro
- 2005 - No Gravity
- 2009 - Fullblast

### Tony MacAlpine
- 1992 - Freedom to Fly
- 1995 - Evolution
- 1996 - Violent Machine
- 1997 - Live Insanity

### Metalium
- 1999 - Millennium Metal

### Razorback
- 2007 - Deadringer

### Damir Simic
- 2004 - Demomstratus

### Stuart Smith
- 1998 - Heaven and Earth

### Squealer
- 2000 - Made for Eternity
- 2002 - Under the Cross

### Taboo Voodoo
- 2003 - Somethin's Cookin

### The Dogma
- 2006 - Black Roses

### The Ferrymen
- 2017 - The Ferrymen
- 2019 - A New Evil
- 2022 - One More River To Cross

### Tracy G
- 2003 - Deviating from the Set List

### John West
- 1997 - Mind Journey

### Zillion
- 2004 - Zillion

### Terrana solo CDs
- 1998 - Shadows of the Past
- 2005 - Man of the World

### Altri
- 1994 - Yngwie Malmsteen - The Seventh Sign
- 2000 - Yngwie Malmsteen - Best of
- 2001 - Yngwie Malmsteen - Archive Box
- 1999 - Tribute to Accept (Metalium in Burning)
- 1999 - Holy Dio - A Tribute to The Voice of Metal : Ronnie James Dio

## Videografia

### Axel Rudi Pell
- "Axel Rudi Pell Knight Treasures DVD" (2002)
- "Live Over Europe DVD" (2008)

### Tony Hernando
- "Tony Hernando THIII Live DVD" (2006)

### Tony MacAlpine
- "Starlicks Master Session VHS" (1992)
- "Live in L.A. DVD" (1997)

### Yngwie Malmsteen
- "Live at Budokan DVD" (1994)

### Rage
- "Metal Warriors DVD" (1999)
- "From the Cradle to the Stage DVD" (2004)
- "Full Moon in St Petersburg DVD" (2007)

### Terrana solo DVDs
- “Rhythm Beast Performance DVD”  (2007)[1]
- "Double Bass Mechanics DVD"  (1996)
- "Beginning Rock Drums DVD"  (1995)